# Стрельченко, Сергей Георгиевич
Сергей Георгиевич Стрельченко (род. 2 декабря 1959, Ростов-на-Дону) — российский политический деятель, депутат Государственной думы третьего созыва и Государственной думы четвёртого созыва. Ответственный секретарь Парламентского Собрания Союза Беларуси и России.

## Биография
В 1980 году закончил Тюменское высшее военно-инженерное командное училище имени маршала инженерных войск А. И. Прошлякова, по специальности «инженер по эксплуатации машин инженерного вооружения».

### Депутат госдумы
19 декабря 1999 был избран депутатом Государственной Думы РФ третьего созыва. Член Комитета ГД по природным ресурсам и природопользованию.
В 2003 году — был избран депутатом Государственной Думы РФ четвёртого созыва. Вошёл в состав фракции «Единая Россия». 6 марта 2006 сложил полномочия в связи с назначением на должность ответственного секретаря Парламентского собрания Союза России и Беларуси. Мандат перешёл Людмиле Мальцевой.

## Награды
- Орден Александра Невского (21 июля 2025 года) — за большой вклад в укрепление и развитие российско-белорусских межпарламентских отношений и многолетнюю добросовестную работу[4].
- Орден Почёта (6 декабря 2019 года) — за вклад в укрепление российско-белорусского межпарламентского сотрудничества и многолетнюю добросовестную работу[5].
- Орден Дружбы (8 марта 2009 года) — за достигнутые трудовые успехи и многолетнюю плодотворную работу[6].
- Орден Почёта (23 августа 2018 года, Южная Осетия) — за вклад в развитие и укрепление дружественных отношений между народами и в связи с празднованием 10-й годовщины признания Российской Федерацией Республики Южная Осетия в качестве суверенного и независимого государства[7].
- Юбилейная медаль «МПА СНГ. 25 лет» (13 октября 2017 года) — за заслуги в деле развития и укрепления парламентаризма, за вклад в развитие и совершенствование правовых основ функционирования Содружества Независимых Государств, укрепление международных связей и межпарламентского сотрудничества[8].